# Agrotis eremioides
Agrotis eremioides là một loài bướm đêm trong họ Noctuidae.